# Drugi rząd Stefana Janewa

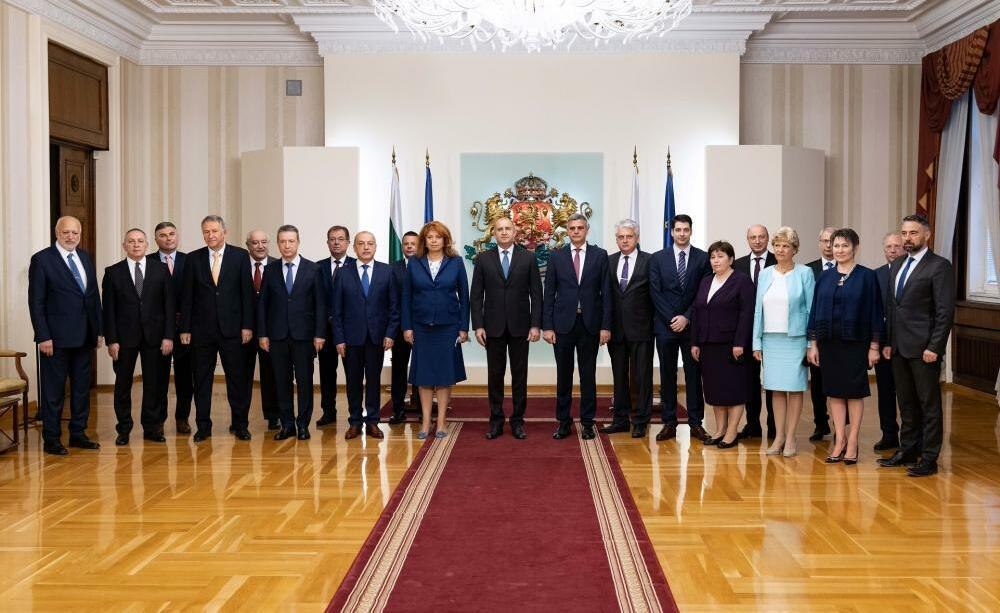
Członkowie rządu z prezydentem Rumenem Radewem

Drugi Stefana Janewa – 98. rząd w historii Bułgarii funkcjonujący od 16 września 2021 do 13 grudnia 2021.
W wyniku wyborów z kwietnia 2021 do Zgromadzenia Narodowego weszło sześć ugrupowań. Wobec niewyłonienia rządu 11 maja 2021 prezydent ogłosił rozwiązanie parlamentu i wyznaczenie przedterminowych wyborów na lipiec 2021. Tego samego dnia ogłosił powołanie Stefana Janewa na urząd premiera, a także przedstawił listę członków jego przejściowego rządu.
Zgromadzenie Narodowe wybrane w lipcu 2021 nie wyłoniło większościowej koalicji, żadne z ugrupowań nie było w stanie stworzyć stabilnego rządu. 16 września prezydent rozwiązał parlament i wyznaczył kolejne wybory na listopad. Tego samego dnia powołał kolejny techniczny gabinet (w bardzo zbliżonym do ustępującego rządu składzie i z tym samym premierem na czele).
Gabinet urzędował do 13 grudnia 2021, gdy po kolejnych wyborach powstał koalicyjny rząd Kiriła Petkowa.

## Skład rządu
- premier: Stefan Janew[5]
- wicepremier ds. gospodarczych i społecznych, minister pracy i polityki społecznej: Gyłyb Donew
- wicepremier ds. porządku publicznego i bezpieczeństwa, minister spraw wewnętrznych: Bojko Raszkow
- wicepremier ds. funduszy europejskich: Atanas Pekanow
- minister finansów: Waleri Bełczew
- minister obrony: Georgi Panajotow
- minister zdrowia: Stojczo Kacarow
- minister rozwoju regionalnego i robót publicznych: Wioleta Komitowa
- minister edukacji i nauki: Nikołaj Denkow
- minister spraw zagranicznych: Swetłan Stoew
- minister sprawiedliwości: Janaki Stoiłow (do października 2021), Iwan Demerdżiew (od października 2021)
- minister kultury: Welisław Minekow
- minister ochrony środowiska i zasobów wodnych: Asen Liczew
- minister rolnictwa, żywności i leśnictwa: Christo Bozukow
- minister transportu, technologii informacyjnych i komunikacji: Christo Aleksiew
- minister gospodarki: Danieła Weziewa
- minister energetyki: Andrej Żiwkow
- minister turystyki: Steła Bałtowa
- minister młodzieży i sportu: Andrej Kuzmanow